# Leopold II Maximiliaan van Anhalt-Dessau
Leopold II Maximiliaan (Dessau, 25 december 1700 – aldaar, 16 december 1751) was vorst van Anhalt-Dessau en generaal in het Pruisische leger. Hij was de zoon van Leopold I van Anhalt-Dessau en Anna Luise Föhse.
Al op 9-jarige leeftijd begeleidde Leopold zijn vader op het slagveld, werd in 1715 luitenant-kolonel en leidde in 1733 de troepen tegen Mühlhausen in Thüringen. Hij veroverde in de Eerste Silezische Oorlog in Pruisische dienst Glogau door overrompeling en Breslau door list. Hij werd tot veldmaarschalk benoemd en volgde in 1747 zijn vader op, maar stierf al in 1751.
Leopold trad op 25 mei 1737 te Bernburg in het huwelijk met prinses Gisela Agnes van Anhalt-Köthen, een dochter van Leopold van Anhalt-Köthen.

## Kinderen
- Leopold III Frederik Frans (1740-1817), gehuwd met Louise Henriette Wilhelmine van Brandenburg-Schwedt (1750-1811)
- Louise Agnes Margaret (Dessau, 15 augustus 1742 - Dessau, 11 juli 1743)
- Henriëtte Catharina Agnes (Dessau, 5 juni 1744 - Dessau, 15 december 1799), gehuwd met baron Johan van Loen
- Maria Leopoldina (1746-1769), gehuwd met graaf Simon XII August van Lippe-Detmold (1727-1782)
- Johan George (Dessau, 28 januari 1748 - Wenen, 1 april 1811)
- Casimira (1749-1778), gehuwd met graaf Simon XII August van Lippe-Detmold (1727-1782)
- Albert Frederik (Dessau, 22 april 1750 - Dessau, 31 oktober 1811), gehuwd met Henriëtte van Lippe-Weissenfeld (1753-1795).

Uit een buitenechtelijke relatie met Johanna Franke had hij twee zonen.
Leopold II Maximiliaan werd opgevolgd door zijn oudste zoon Leopold III Frederik Frans.